# Девојка с лампом
Девојка с лампом је југословенски филм из 1992. године. Режирао га је Милош Радивојевић, а сценарио је писао Слободан Стојановић.

## Радња
Чувена српска сликарка Милена Павловић-Барили, ауторка ремек-дела "Девојка са лампом", проводи своје последње лето у друштву младе, радознале глумице.

## Улоге
| Глумац             | Улога                  |
| ------------------ | ---------------------- |
| Маја Сабљић        | Милена Павловић-Барили |
| Љуба Тадић         | Јован Бугарски         |
| Љубивоје Тадић     | Јован Бугарски         |
| Олга Савић         | Даница Павловић        |
| Ирфан Менсур       | Божа Павловић          |
| Александар Берчек  | специјални гост        |
| Тихомир Арсић      | поручник Гаврило       |
| Богдана Ћерамилац  |                        |
| Горан Даничић      |                        |
| Богдан Диклић      | Дамјан                 |
| Предраг Ејдус      | свештеник              |
| Бранка Катић       | Дамјанова сестра       |
| Весна Малохоџић    |                        |
| Предраг Милинковић |                        |
| Милена Павловић    | Дамјанова сестра       |
| Драган Зарић       |                        |